# Gare d’Ambronay – Priay
Gare d’Ambronay – Priay – przystanek kolejowy w Ambronay, w departamencie Ain, w regionie Owernia-Rodan-Alpy, we Francji.
Został otwarty w 1856 r. przez Compagnie des chemins de fer de Paris à Lyon et à la Méditerranée (PLM). Dziś jest przystankiem kolejowym Société nationale des chemins de fer français (SNCF) obsługiwanym przez pociągi TER Rhône-Alpes kursujące między Bourg-en-Bresse, Mâcon lub Ambérieu-en-Bugey.